# Bacho Kiro Peak
Der Bacho Kiro Peak  (englisch; bulgarisch връх Бачо Киро wrach Batscho Kiro) ist ein felsiger, teilweise unvereister und 1500 m hoher Berg an der Danco-Küste des Grahamlands auf der Antarktischen Halbinsel. Er ragt 4,35 km östlich von The Downfall, 5,55 km südsüdwestlich des Sophie-Kliff und 2,9 km nördlich des Mechit Buttress zwischen dem Woodbury-Gletscher und dem Montgolfier-Gletscher auf.
Britische Wissenschaftler kartierten ihn 1980. Die bulgarische Kommission für Antarktische Geographische Namen benannte ihn 2012 nach dem bulgarischen Schriftsteller und Revolutionär Batscho Kiro (1835–1876).